# Severní Thrákie

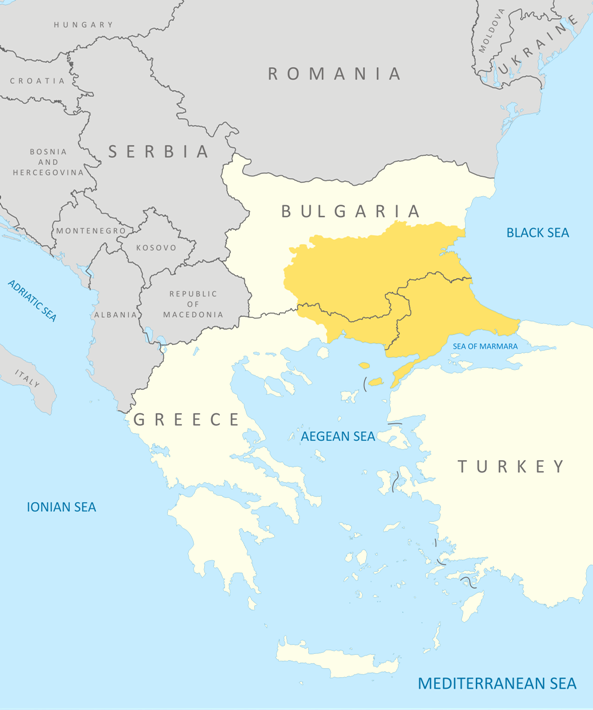
Historický region Thrákie a jeho rozdělení mezi současné státy

Severní Thrákie, také Bulharská Thrákie, je historicko-geografická oblast Bulharska. Jde o část Thrákie, která zahrnuje Hornothráckou nížinu, Srednogorje, Zabalkánské kotliny a Starou planinu, jakož i bulharské části Rodop a Strandži.
V letech 1879–1885 (formálně až do roku 1908) bylo toto území autonomní součástí Osmanské říše pod jménem Východní Rumélie.

## Vymezení
Hranice severní Thrákie se táhne od mysu Emine v Černém moři západním směrem po hřebeni Staré planiny až k hoře Ostra a odtamtud se stáčí k jihu a po hřebenech Gălăbce, Ichtimanské Sredné gory a Šumnatice vede k Musale v pohoří Rila. Dále běží na východ k hoře Ravni čal a odtud znovu na jih po hřebeni Rodop oddělujícím Čepinskou a Razložskou kotlinu, přes horu Videnica dosahuje poblíž obce Kainčal řecké hranice, podél které běží na východ přes horu Cigansko gradište až řece Mestě.